# ودي الجريد
وُدَيُّ الجَرِيد بلدة موريتانية وإحدى بلديات ولاية العصابة. لفظ «وُدَيّ» هو تصغير «وادي».